# Unai Simón Mendibil
Unai Simón Mendibil (Vitòria, Àlaba, País Basc, 11 de juny de 1997) és un futbolista professional basc que juga com a porter per l'Athletic Club i la selecció espanyola.
Simón ha passat tota la seva carrera a l'Athletic, i es va formar al seu planter i l'equip filial, i va debutar amb el primer equip el 2018, acumulant 200 partits fins al 2025.
Simón va debutar amb la selecció absoluta d'Espanya el 2020 i va jugar a l'Eurocopa 2020, la Copa del Món de la FIFA 2022 i l'Eurocopa 2024, torneig que  Espanya va guanyar amb Simon participant en tots els partits menys un.

## Carrera de club
Simón a ingressar al planter de l'Athletic Club el 2011, des del CD Aurrerá de Vitòria. Va fer el seu debut com a sènior amb l'equip del planter la temporada 2014–15, a Tercera Divisió.
El 8 de juny de 2016, Simón va ser promogut al Bilbao Athletic, recentment relegat a Segona Divisió B. Immediatament va fer-se titular, contribuint amb 29 partits durant la temporada.
El 2 de juny de 2017, Simón va ser convocat per fer la pretemprada amb el primer equip per l'entrenador José Ángel Ziganda, però va continuar jugant exclusivament pel B. El 13 de juliol de 2018, va signar una extensió de contracte fins al 2023, i va ser cedit a l'Elx CF, de segona divisió, dues setmanes més tard.
El 15 d'agost de 2018, després que Kepa Arrizabalaga sortís del club i Iago Herrerín es lesionés, Simón va ser recuperat per l'Athletic. Inicialment se suposava que estaria per darrera d'Álex Remiro en l'ordre de selecció, però va fer el seu debut com a professional – i a La Liga – cinc dies més tard, com a titular en una victòria per 2–1 a casa contra el CD Leganés. En tot just el seu tercer partit de lliga per l'Athletic Club, Simón va jugar en un empat 1–1 amb el Reial Madrid on va fer diverses aturades clau i va ser anomenat jugador del partit. Tanmateix, quan Herrerín va recuperar la plena forma l'octubre 2018 va tornar a ser el porter titular, i les úniques aparicions de Simón en els subsegüents quatre mesos foren a la Copa del Rei.
Per la temporada 2019–20, Simón va obtenir el dorsal 1 i va començar la campanya com a titular, mantenint la porteria a zero en el partit inaugural contra el FC Barcelona. Va continuar en bona forma tota la temporada, i es va perdre només dos partits per malaltia i completant 33 partits en la lliga, en els quals va rebre 29 gols, essent tercer en el rànquing del Trofeu Zamora. En el 37è, i penúltim, partit, va ser expulsat en la primera meitat contra el CD Leganés per una falta a fora de l'àrea de penal, amb la qual cosa fou suspès pel darrer partit; amb deu homes, l'Athletic Club va perdre 2–0, cosa que va fer acabar les seves minses esperances de classificar-se per la Lliga Europa de la UEFA.
L'agost de 2020 va signar un nou contracte amb el club fins a l'estiu de 2025, sense clàusula de rescissió. El gener de 2021, va aturar un penal de Jaime Mata, del Getafe CF. El mes següent va tenir un paper decisiu als quarts de final de la Copa del Rei, aturant dos dels tres penals a la tanda de penals a l'Estadi Benito Villamarín contra el Reial Betis.
Durant la temporada 2021-22, va mantenir el seu lloc a l'alineació titular i va tenir diverses actuacions impressionants, la més destacada va ser contra el Llevant UE i el Getafe (ambdós partits van acabar sense gols). A la temporada següent, amb l'arribada d'Ernesto Valverde, va mantenir el seu paper de titular indiscutible a la lliga i va rendir a un bon nivell. El 10 de novembre de 2023, en "un dels seus millors moments com a professional", Va aturar un penal del davanter del Celta de Vigo Iago Aspas per mantenir l'empat al marcador en un partit que el seu equip va acabar guanyant. El 16 de març de 2024, va aturar un altre penal de Luis Rioja del Alavés, iniciant una jugada que va culminar en un gol per a l'Athletic quaranta segons després, que va tornar a guanyar; a més, Simón va consolidar la seva posició com a líder al Trofeu Zamora amb la seva 15a porteria a zero a la lliga. Al final de la temporada, va ampliar el seu contracte fins al 2029.
L'octubre de 2024, Simón va quedar en segon lloc al Trofeu Yashin. No va estar disponible durant els primers quatre mesos de la temporada 2024-25 a causa d'una rehabilitació després d'una cirurgia al canell, que es va dur a terme immediatament després que acabés l'Eurocopa. Va jugar el seu 200è partit amb l'Athletic de Bilbao el gener del 2025.

## Carrera internacional
Simón va ser seleccionat per Espanya sub-19 i sub-21. Fou membre de l'equip que va guanyar el Campionat d'Europa de la UEFA sub-19 de 2015, actuant com a suplent d'Antonio Sivera durant el torneig.
L'1 de setembre de 2017, Simón va debutar amb la sub-21 contra Itàlia. Va ser seleccionat per l'Eurocopa Sub-21 de 2019, jugant el primer partit de la fase de grups, i Espanya fou finalment campiona (Sivera fou un altre cop el titular).
Simón va rebre la seva primera convocatòria amb la selecció absoluta el 20 d'agost de 2020, pels primers dos partits de la Lliga de Nacions de la UEFA 2020–21. Malgrat haver comès un error que va costar-li un gol a nivell de club uns quants dies abans, va ser triat per debutar l'11 de novembre de 2020, jugant tot el partit en un amistós contra els Països Baixos.
El 24 de maig de 2021, Simón va ser inclòs a la llista de 24 jugadors per a l'Eurocopa 2020 de Luis Enrique. Després d'haver desplaçat David de Gea com a titular, va ser titular en tots els partits de l'equip i va provocar un gol en pròpia porta a la victòria per 5-3 als vuitens de final contra Croàcia quan no va poder controlar una llarga passada cap enrere de Pedri. Luis Enrique praised his mentality for having recovered from that mistake. Després va aconseguir aturar dos penals i va fer que Espanya guanyés la tanda de penals contra Suïssa als quarts de final després d'un empat a 1, pel qual també va ser guardonat com a millor jugador del partit. La semifinal contra Itàlia va acabar amb el mateix resultat, i Simón va aturar el primer intent a la tanda de penals de Manuel Locatelli, però els italians es van imposar. Simón també va ser convocat per la selecció espanyola sub-23 per al torneig olímpic de 2020 al Japó. Amb Simón com a porter titular van arribar a la final, però van perdre contra la selecció del Brasil.  Va ser titular a la final de la Lliga de Nacions de la UEFA 2021 que Espanya va perdre contra França per 1-2.
Va ser titular a la Copa del Món de la FIFA 2022 en què Espanya va progressar del seu grup amb una victòria, un empat i una derrota, i després va perdre per 3-0 als penals contra el Marroc ala vuitens de final després d'un empat a zero. Simón va aturar el penal de Badr Benoun, però tres companys d'equip van fallar els seus. Van tenir més sort a la final de la Lliga de Nacions de la UEFA de 2023 sis mesos després, on un altre 0-0, contra Croàcia, va ser seguit d'una victòria per 5-4 a la tanda de penals per aconseguir el títol, amb Simón bloquejant els intents de Lovro Majer i Bruno Petković, assolint així el seu primer títol de la Lliga de Nacions de la UEFA.
El 7 de juny de 2024, Simón va ser convocat per a la selecció espanyola per a l'Eurocopa 2024. Va ser titular i va jugar tots els partits excepte l'últim partit de la fase de grups. Va jugar els 90 minuts complets de la final de l'Eurocopa 2024, en què Espanya va derrotar Anglaterra i va esdevenir campiona d'Europa per quarta vegada.

## Palmarès
Athletic Club
- Copa del Rei: 2024[54]
- Supercopa d'Espanya: 2020–21

Espanya sub-19
- Eurocopa sub-19: 2015[34]

Espanya sub-21
- Eurocopa sub-21: 2019[37]

Espanya
- Eurocopa: 2024[55]
- Lliga de les Nacions de la UEFA: 2022-23[56]